# Joss Christensen
Joss Christensen (* 20. Dezember 1991 in Salt Lake City, Utah) ist ein US-amerikanischer Freestyle-Skier.

## Werdegang
Christensen nimmt seit 2009 an Wettbewerben der AFP World Tour teil. Dabei erreichte er im April 2009 mit dem zweiten Platz im Slopestyle beim Dumont Cup in Newry seine erste Podestplatzierung. In der Saison 2009/10 belegte er den zweiten Platz im Slopestyle beim Dumont Cup in Newry und den dritten Rang bei den Winter Park Open in Winter Park. Sein Weltcupdebüt hatte er im März 2011 in La Plagne, welches er auf den sechsten Rang auf der Halfpipe beendete. Zum Beginn der Saison 2011/12 holte er bei den New Zealand Winter Games in Cardrona im Big Air die Goldmedaille. Im weiteren Saisonverlauf kam er auf der Halfpipe bei der Pipe Open Series in Whistler und beim US Grand Prix in Mammoth auf den dritten Platz. Beim AFP World Tour Finale in Whistler erreichte er ebenfalls den dritten Rang im Halfpipe-Wettbewerb und im Slopestyle. Die Saison beendete er auf den vierten Rang in der AFP World Tourgesamtwertung. Im März 2013 errang er beim Dumont Cup in Newry den dritten Platz im Slopestyle. Bei seiner ersten Olympiateilnahme 2014 in Sotschi wurde er Olympiasieger im erstmals ausgetragenem Slopestyle-Wettbewerb. Bei den Winter-X-Games 2015 in Aspen gewann er Silbermedaille im Slopestyle. Im Februar 2015 holte er in Park City seinen ersten Weltcupsieg und erreichte damit den zweiten Platz im Slopestyle-Weltcup. Nach Platz drei im Slopestyle beim Weltcup in Cardrona zu Beginn der Saison 2015/16 siegte er beim Weltcup und U.S. Grand Prix in Mammoth im Slopestyle und erreichte zum Saisonende den 24. Platz im Gesamtweltcup und den fünften Rang im Slopestyle-Weltcup. Bei den Winter-X-Games 2016 wurde er Neunter im Slopestyle. In der Saison 2016/17 kam er jeweils im Slopestyle bei den Winter-X-Games 2017 auf den sechsten Platz und bei den X-Games Norway 2017 in Hafjell auf den fünften Platz. Bei den Freestyle-Skiing-Weltmeisterschaften 2017 in Sierra Nevada gelang ihn der 44. Platz im Slopestyle.